# Castilleja campestris
Castilleja campestris es una especie de planta anual perteneciente a la familia Orobanchaceae. Es originaria de California y sur de Oregón, donde crece en hábitats estacionalmente húmedos, especialmente en las charcas primaverales .

## Descripción
Es una hierba caducifolia que alcanza un tamaño de 10 a 30 centímetros de altura, con hojas lineales o estrechamente lanceoladas de hasta 4 centímetros de largo. La inflorescencia es de hasta 15 centímetros de largo. Se llena con brácteas como hojas verdes que generalmente no aparecen con otro color. La flor es de color amarillo o naranja.

## Subespecies
Hay una subespecie de esta planta. La rara Castilleja campestris subesp. succulenta , es endémica de California y se circunscribe al Valle de San Joaquín de California y al lado inferior de Sierra Nevada.

## Taxonomía
Castilleja campestris fue descrita por (Benth.) T.I.Chuang & Heckard y publicado en Systematic Botany 16(4): 656. 1991.
Etimología
Castilleja: nombre genérico que fue otorgado en honor del botánico español Domingo Castillejo (1744-1793).
campestris: epíteto latino que significa "del campo, campestre".
Sinonimia
- Orthocarpus campestris Benth.	basónimo
- Orthocarpus columbinus M.E. Jones

var. succulenta (Hoover) J.M. Egger
- Orthocarpus campestris var. succulentus Hoover
- Orthocarpus succulentus (Hoover) Hoover[3]